# マツダ・Fプラットフォーム
マツダ・Fプラットフォームは、マツダが開発したロータリーエンジンを搭載するスポーツカー用のプラットフォーム。RX-7、RX-8で使用された。

## FB
FBプラットフォームは、初代サバンナRX-7（SA22C）に用いられていたSA2プラットフォームが、1981年に名称変更されたものである。VINとの整合性をとるために変更されたものと言われており、SA2プラットフォームからの実質的な変更はない。
- 1981-1985 サバンナRX-7（初代・SA22C）

## FC
FCプラットフォームは、2代目サバンナRX-7（FC3S/FC3C）用のプラットフォームである。
- 1985-1991 サバンナRX-7（2代目・FC3S）
- 1987-1991 サバンナRX-7 カブリオレ（FC3C）

## FD
FDプラットフォームは、3代目RX-7（FD3S）用のプラットフォームである。
- 1991-2002 RX-7（3代目・FD3S）

## FE
FEプラットフォームは、RX-8用のプラットフォームである。Fプラットフォームでは唯一型式（車台番号）の先頭がFではなくSから始まるが、VINのVDSはRX-8もFから始まる（FE）。
- 2004-2012 RX-8（SE3P）